# 3D定制少女
《3D定制少女》是日本Tech Arts3D在2008年6月13日發售的模擬類型成人遊戲，2008年12月24日發售內容擴充的XP版《3D定製少女XP》（3Dカスタム少女XP），2011年12月9日發售連動USB ONACON（USBオナホール）的《USB ONACON和3D定製少女》（USBオナホールと3Dカスタム少女）。

## 遊戲系統
遊戲開啟後，會在遊戲畫面上看到一個少女，玩家可以對這少女的衣著、髮型、髮色、眼睛和膚色等進行調整，亦可改變背景，以做出自己喜歡的女孩子的樣子，後來的版本則更是可以對少女的體型進行調整，並自訂其姿勢和出現少女的人數等，進而增加玩家的自由度。有些此遊戲的玩家做出各式各樣的模組，藉此以增添遊戲的內容和趣味性。

## 外部連結
- TechArts3D（页面存档备份，存于）（日語）
- 3Dカスタム少女（页面存档备份，存于）TechArts3D（日語）